# Sirenia
Sirenia ist eine Symphonic-Metal-Band aus Norwegen.

## Geschichte

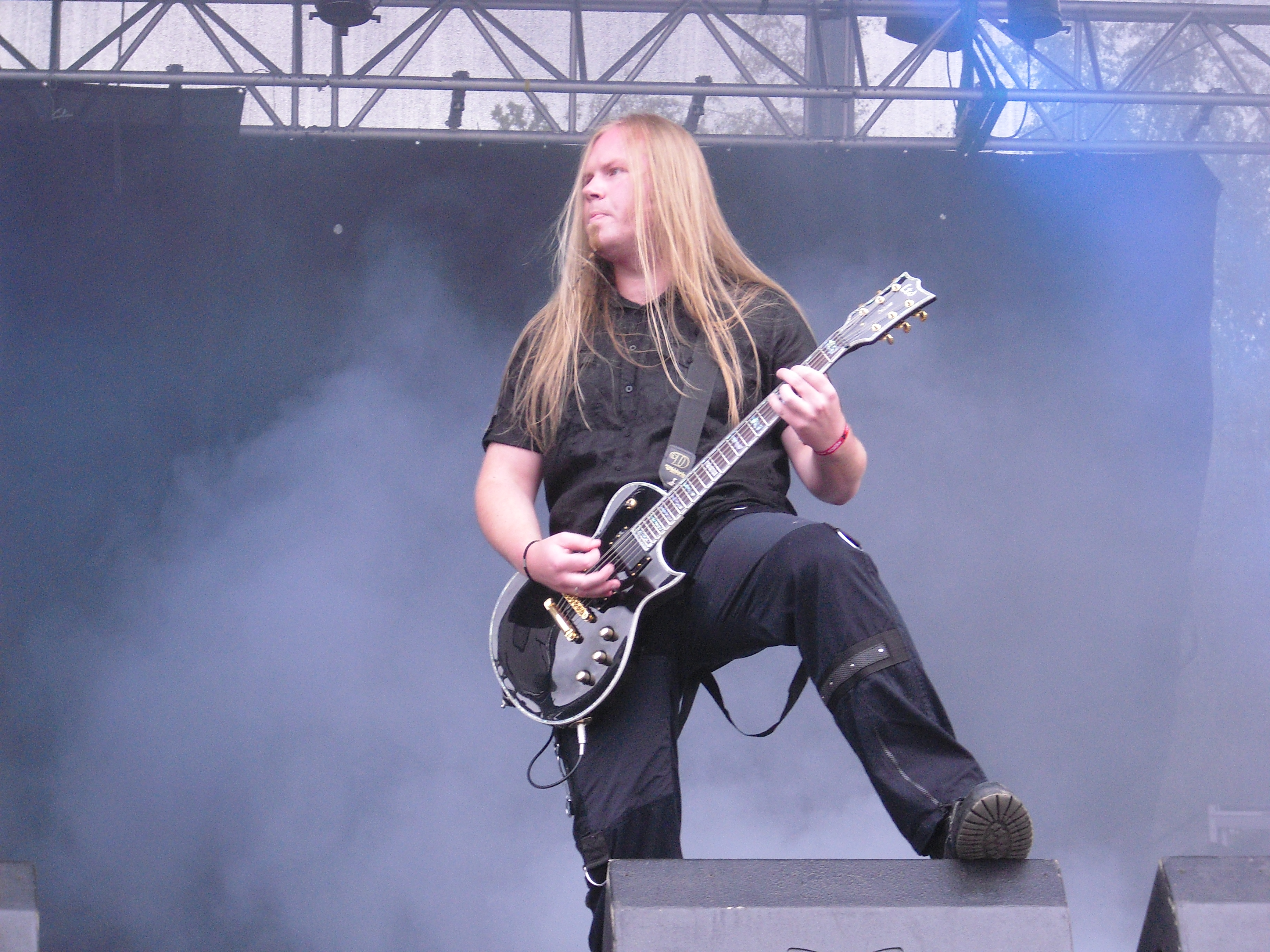
Morten Veland live 2009

Als Songschreiber Morten Veland bei Tristania ausstieg, weil seine Vorstellungen nicht mehr auf Zustimmung stießen, gründete er 2001 Sirenia. Am 5. November 2007 gab die Band bekannt, dass Monika Pedersen nicht länger als Sängerin dabei sein wird. Als Ersatz wurde am 9. April 2008 die spanische Sängerin Ailyn vorgestellt. Der Gitarrist Bjørnar Landa wurde am 20. Mai 2008 von Michael S. Krumins abgelöst. 2010 veröffentlichte Morten Veland ein Album mit seinem Soloprojekt Mortemia, bei dem er alle Instrumente spielt und singt. Nachdem bereits im Juni 2016 einige Auftritte von Sirenia ohne Ailyn stattgefunden hatten, gab die Band am 5. Juli 2016 die Trennung von der Sängerin „aus persönlichen Gründen“ bekannt. Im September 2016 wurde die französische Mezzosopranistin Emmanuelle Zoldan als neue Sängerin der Band vorgestellt.

## Stil
Ihre Musik ist eine Kombination aus Gothic Metal und Symphonic Metal, mit Elementen aus Klassik und Death Metal. Bandgründer Veland spielt fast alle Instrumente selbst ein und steuert zudem die Texte bei. Geprägt ist die Musik häufig von einer melancholische Atmosphäre, die gezeichnet ist durch tiefe Growls in Kombination mit weiblichem Gesang. Die Texte befassen sich mit Leid, Tod und menschlichen Abgründen. Während die ersten beiden Alben mit ihren Chorpassagen und der melodieführenden Geige stilistisch mit Tristanias Beyond the Veil vergleichbar sind, unterscheidet sich das Album Nine Destinies and a Downfall von den beiden Vorgängern. Der weibliche Gesang steht hier im Vordergrund. Die Lieder sind nach Strophe-Refrain-Schemata aufgebaut; die Metal-Elemente wurden zurückgenommen.
Durch seinen Stil und die Tatsache, dass das Album aus kommerziellen Gründen auch als limitierte Auflage erschien, stellt es eine Abkehr vom klassischen Stil Velands hin zu eher simpel aufgebautem, mainstream-orientiertem Symphonic Metal dar, was bei manchen Rezensenten negative Reaktionen hervorrief. Das Album Perils of the Deep Blue, das im Juni 2013 veröffentlicht wurde, erhielt jedoch durch seinen härteren Klang, seine musikalische Vielfalt und die besser entwickelte Gesangsstimme von Ailyn positive Kritiken.

## Diskografie

### Alben
| Jahr | Titel Plattenlabel                          | Höchstplatzierung, Gesamtwochen, AuszeichnungChartplatzierungen (Jahr, Titel, Plattenlabel, Platzierungen, Wochen, Auszeichnungen, Anmerkungen) | Höchstplatzierung, Gesamtwochen, AuszeichnungChartplatzierungen (Jahr, Titel, Plattenlabel, Platzierungen, Wochen, Auszeichnungen, Anmerkungen) | Anmerkungen                             |
| Jahr | Titel Plattenlabel                          | DE | CH | Anmerkungen                             |
| ---- | ------------------------------------------- | --- | --- | --------------------------------------- |
| 2002 | At Sixes and Sevens Napalm Records          | — | — | Erstveröffentlichung: 13. August 2002   |
| 2004 | An Elixir for Existence Napalm Records      | — | — | Erstveröffentlichung: 3. August 2004    |
| 2007 | Nine Destinies and a Downfall Nuclear Blast | DE54 (1 Wo.)DE | CH85 (1 Wo.)CH | Erstveröffentlichung: 23. Februar 2007  |
| 2009 | The 13th Floor Nuclear Blast                | DE87 (1 Wo.)DE | CH67 (1 Wo.)CH | Erstveröffentlichung: 23. Januar 2009   |
| 2011 | The Enigma of Life Nuclear Blast            | DE73 (1 Wo.)DE | CH53 (1 Wo.)CH | Erstveröffentlichung: 21. Januar 2011   |
| 2013 | Perils of the Deep Blue Nuclear Blast       | DE50 (1 Wo.)DE | CH43 (1 Wo.)CH | Erstveröffentlichung: 28. Juni 2013     |
| 2015 | The Seventh Life Path Napalm Records        | DE68 (1 Wo.)DE | CH77 (1 Wo.)CH | Erstveröffentlichung: 8. Mai 2015       |
| 2016 | Dim Days of Dolor Napalm Records            | — | CH89 (1 Wo.)CH | Erstveröffentlichung: 11. November 2016 |
| 2018 | Arcane Astral Aeons Napalm Records          | — | CH80 (1 Wo.)CH | Erstveröffentlichung: 26. Oktober 2018  |
| 2021 | Riddles, Ruins & Revelations Napalm Records | DE89 (1 Wo.)DE | CH18 (1 Wo.)CH | Erstveröffentlichung: 12. Februar 2021  |
| 2023 | 1977 Napalm Records                         | — | CH78 (1 Wo.)CH | Erstveröffentlichung: 26. Mai 2023      |

### EPs
- 2004: Sirenian Shores

### Musikvideos
- 2006: My Mind’s Eye
- 2007: The Other Side
- 2008: The Path to Decay
- 2011: The End of It All
- 2013: Seven Widows Weep
- 2015: Once My Light
- 2016: Dim Days of Dolor
- 2021: Voyage Voyage